# أليكس بورتو
أليكس بورتو (21 مايو 1986 في البرازيل - ) هو لاعب كرة قدم برازيلي في مركز الوسط. لعب مع نادي بوا إيسبورت.

## وصلات خارجية
- أليكس بورتو على موقع قاعدة بيانات كرة القدم.إي يو (الإنجليزية)